# Любовники полярного круга
«Любовники полярного круга» (исп. Los amantes del Círculo Polar) — четвёртый полнометражный фильм испанского кинорежиссёра Хулио Медема, снятый в 1998 году. Посвящён истории любви молодых людей Отто и Аны, судьбы которых связаны множеством совпадений и пересечений. Фильм получил ряд кинопремий на фестивалях в Испании и за рубежом.
Премьера фильма состоялась 4 сентября 1998 года в Испании.

## Сюжет
Повествование ведётся то от лица Отто, то от лица Аны. У них обоих имена-палиндромы, которые одинаково читаются в обе стороны. Отто назвали так в честь немца-парашютиста, которому во время войны его дед помог спуститься с дерева, где тот застрял, зацепившись парашютом; позже этот немец женился на испанке и уехал.
Отто и Ана знакомятся ещё школьниками, и Отто влюбляется в Ану. Отец Отто расходится с его матерью, а затем женится на матери Аны, которая овдовела. Отто продолжает жить с мамой, но часто приходит в гости к отцу и его новой семье. Затем он переезжает в дом отца. Ана не сразу догадывается о его чувствах, но со временем Отто и Ана становятся любовниками в тайне от родителей.
Мать Отто неожиданно умирает. Он берёт у отца деньги и уезжает. Тем временем мать Аны сходится с телепродюсером который приглашает её работать диктором. Ана же встречает бывшего школьного учителя Отто и живёт с ним. Однако она мечтает о встрече с Отто.
Вспоминая рассказы о полярном круге из школьного учебника географии, Отто устраивается по объявлению пилотом на самолёте, который возит почту из Испании в Финляндию. Ана узнаёт, что новый друг её матери — сын немца Отто, уехавшего в Финляндию после войны. Ана едет в Финляндию, где старик Отто поселяет её в доме на берегу озера. Мать Аны уезжает в Австралию, откуда сообщает, что ей удалось узнать нынешнее место работы молодого Отто. Ана посылает письмо своему возлюбленному и ждёт его.
Пролетая над домиком, где живёт Ана, Отто прыгает с парашютом, а его самолёт, оставшись без управления, разбивается. Узнав о крушении самолёта, взволнованная Ана едет в город. В это время местный финн спасает Отто, который зацепился парашютом за деревья, и они также едут в город. Подъезжая к площади, Отто видит, как Ану сбивает автобус; он подбегает к умирающей Ане. В сознании же Аны она приходит домой к немцу Отто, где затем происходит их встреча с возлюбленным.

## В ролях
- Наджва Нимри — Ана в юности
- Феле Мартинес — Отто в юности
- Нанчо Ново — Альваро, отец Отто
- Беате Йенсен — мать Отто
- Мару Вальдивьельсо — Ольга, мать Аны
- Перу Медем — Отто в детстве
- Сара Вальенте — Ана в детстве
- Виктор Уго Оливейра — Отто-подросток
- Кристель Диас — Ана-подросток
- Пеп Мунне — Хавьер, учитель
- Ярослав Бельский — Альваро Мидельман
- Йост Зидхов — Отто Мидельман

## Съёмочная группа
- Режиссёр: Хулио Медем
- Сценарий: Хулио Медем
- Продюсеры: Фернандо Бовайра, Энрике Лопес Лавинь
- Оператор: Гонсало Ф. Берриди
- Композитор: Альберто Иглесиас
- Монтаж: Иван Аледо

## Награды
- 2000 — Кинофестиваль в Афинах, приз зрительских симпатий (Хулио Медем)
- 1999 — Премия CEC (Испания), лучший монтаж (Иван Аледо)
- 1999 — Премия «Гойя», лучший монтаж (Иван Аледо)
- 1999 — Премия «Гойя», лучший саундтрек (Альберто Иглесиас)
- 1999 — Кинофестиваль в Грамаду, приз зрительских симпатий за лучший латиноамериканский фильм
- 1999 — Кинофестиваль в Грамаду, «Золотой Кикито» за лучшую режиссуру (Хулио Медем)
- 1999 — Кинофестиваль в Грамаду, лучший саундтрек (Альберто Иглесиас)
- 1999 — Кинофестиваль в Грамаду, лучший сценарий (Хулио Медем)
- 1999 — Кинофестиваль в Грамаду, приз кинокритиков (Хулио Медем)
- 1999 — Премия «Турия» (Испания), лучший испанский фильм
- 1998 — Премия «Ондас», лучшая актриса (Найва Нимри)
- 1998 — Премия «Ондас», лучший испанский фильм
- 1998 — Кинофестиваль Cinespaña (Тулуза), приз студенческого жюри за лучший фильм